# A Girls und Panzer szereplőinek listája

A Girls und Panzer főszereplői, balról jobbra haladva: Akijama Jukari, Takebe Szaori, Nisizumi Miho, Reizei Mako és Iszuzu Hana

Ez a lista a Girls und Panzer című manga- és animesorozat szereplőit mutatja be.

## Szereplők

### Óarai Lányakadémia
Az Óarai Lányakadémia (県立大洗女子学園; Kenricu Óarai Josi Gakuen; Hepburn: Kenritsu Ōarai Joshi Gakuen) egy Óaraiban állomásozó iskolahajó, ahol korábban folyt szensa-dó oktatás, de néhány éve eltörölték, s most újraindították. Mivel a legtöbb tankot elszállították az iskolából, a többi iskolával ellentétben kénytelenek a hátrahagyott, különböző országokból származó egyveleg állományt használni. Később 5-ről 8-ra bővül a tankok, egyben a csapatok száma, s több tankon végeznek felfejlesztést. Az iskola jele az Óarai (大洗) két kandzsija egymáson, stilizált alakban.

#### Ördöghal csapat
Az Ördöghal csapat (あんこうチーム; Ankó Team / Ankó csímu; Hepburn: Ankō Team / Ankō chīmu) (eredetileg A csapat) a sorozat főszereplőiből áll, vezetője pedig Miko. A csapat egy Panzerkampfwagen IV Ausf. D tankkal rendelkezik, ami az egyetlen olyan jármű volt, melyet a garázsban találtak meg. A harckocsi rövid, 7,5 cm KwK 37 L/24 ágyúcsöve miatt csak közelről képes átütni a vastagabb páncélzatot. Később Panzerkampfwagen IV Ausf. F2-vé fejlesztik egy talált 7,5 cm KwK 40 L/43 ágyúval, melyet korábban ruhaszárításra használtak. A Fekete Erdő Lányakadémia elleni összecsapás előtt oldalköténylemezekkel (Schürzen) is felszerelik, így Panzerkampfwagen IV Ausf. H lesz.
Nisizumi Miho (西住 みほ; Hepburn: Nishizumi Miho)
Szinkronhangja: Fucsigami Mai  (japán), Meg McDonald (angol)
A főszereplő, Miho híres tankkezelő családból származik. Egy baleset okozta trauma miatt azonban elkerülte a harcművészetet és kérte a felvételét az Óarai Lányakadémiára, mivel ott egy ideje már nem gyakorolták azt. A szensa-dó újraélesztésén munkálkodó diáktanács kényszerítésére azonban kénytelen volt csatlakozni, mint az egyetlen olyan lány az iskolában, aki ért hozzá. Az új barátai segítségével elkezdi újra megkedvelni a tankkezelést. Az anime kezdetén csak újratöltő volt a tankban, azonban az első gyakorlóharc során kiderültek jó parancsnoki képességei, és később a csapat taktikájáért is ő felelt.
Takebe Szaori (武部 沙織; Hepburn: Takebe Saori)
Szinkronhangja: Kajano Ai  (japán), Jessica Calvello (angol)
Vörös hajú lány, aki jóképű férfiakra és népszerűségre vadászik, azonban gyakran csalódik. Ő a csapat rádiókezelője, mivel jó kommunikációs képességekkel rendelkezik. Hanával együtt összebarátkozik Mihóval az első iskolanapon. Az anime elején parancsnok, azonban rossz teljesítménye miatt inkább átadja a posztot és a rádióhoz osztják be.
Iszuzu Hana (五十鈴 華; Hepburn: Isuzu Hana)
Szinkronhangja: Ozaki Mami  (japán), Caitlynn French (angol)
Csinos lány, aki kedvesen és higgadtan viselkedik. Az anime elején a csapat sofőrje, de a leadott lövések izgalmas csengését megtapasztalva inkább lövegkezelő lesz. Szaorival együtt összebarátkozik Mihóval az első iskolanapon. Családja tradicionálisan az ikebana művészetét folytatja, így amikor anyja tudomására jut Hana új hobbija, kitagadja őt.
Akijama Jukari (秋山 優花里; Hepburn: Akiyama Yukari)
Szinkronhangja: Nakagami Ikumi  (japán), Rebekah Stevens (angol)
Jukari rajong a harckocsikért és a velük kapcsolatos dolgokért, és emiatt magányos volt egész gyerekkorában. Miho hatására csatlakozik a csapathoz és összebarátkozik a többiekkel. Az anime elején még lövegkezelőként tevékenykedik, ám inkább az újratöltést vállalja, miután Hana jelentkezik az ő posztjára. Jukari csodálja Mihót és gyakran Nisizumi-donónak (hölgy) hívja.
Reizei Mako (冷泉 麻子)
Szinkronhangja: Igucsi Juka  (japán), Molly Searcy (angol)
Mélabús lány, Szaori gyermekkori barátja. Habár jó jegyei vannak, sokszor késik, mivel alacsony vérnyomása van és ezért utál korán felkelni. Az animében barátai segítenek neki felkelni, a tankjukkal leadott lövésekkel. Bár többször ki akar lépni, Szaori mindig maradásra bírja, a harcművészet folytatásáért kapott tanulmányi előnyökre hivatkozva. A csapat sofőrje, mióta az első csatában egy lövedék kiütötte Hanát.

#### Kacsa csapat
A Kacsa csapat (アヒルさんチーム; Ahiru-szan Team / Ahiru-szan csímu; Hepburn: Ahiru-san Team / Ahiru-san chīmu) (eredetileg B csapat) a korábbi röplabdacsapat tagjaiból áll. Egy 89-es típusú harckocsival rendelkezik, melyet egy meredek sziklafalba vájt barlangban találtak meg. Mivel a harckocsit gyalogsági támogatásra tervezték, gyengébb ágyúval rendelkezik, és bár eltalálják a Gloriana Akadémia tankját, nem tudják azt kilőni.
Iszobe Noriko (磯辺 典子; Hepburn: Isobe Noriko)
Szinkronhangja: Kikucsi Mika  (japán), Genevieve Simmons (angol)
A B csapat parancsnoka, a tank újratöltője.
Kondó Taeko (近藤 妙子; Hepburn: Kondō Taeko)
Szinkronhangja: Josioka Maja  (japán), Kalin Coates (angol)
A tank rádiókezelője.
Kavanisi Sinobu (河西 忍; Hepburn: Kawanishi Shinobu)
Szinkronhangja: Kirimura Mari  (japán), Cynthia Martinez (angol)
A tank vezetője.
Szaszaki Akebi (佐々木 あけび; Hepburn: Sasaki Akebi)
Szinkronhangja: Nakamura Szakura  (japán), Carli Mosier (angol)
A tank lövésze.

#### Víziló csapat
A Víziló csapat (カバさんチーム; Kaba-szan Team / Kaba-szan csímu; Hepburn: Kaba-san Team / Kaba-san chīmu) (eredetileg C csapat) történelem iránt rajongó lányokból áll. Egy Sturmgeschütz III Ausf. F. rohamlöveggel van felszerelve, amelynek nincs tornya, így jóval erősebb ágyúval rendelkezik, ami félelmetes ellenféllé teszi. A járművet egy tó mélyén találták meg. Egy rövid időre mustár sárga festést kapott, hogy az Afrika Korps felfestését imitálják és hat zászlóval látták el. Miután ezek árulják el pozíciójukat és kilövik őket, a tank eredeti állapotát állítják vissza. Az egyetlen olyan csapat az A-n kívül, amelyik sikeresen lőtt ki ellenséget a Gloriana Akadémia elleni harcban.
Erwin (エルヴィン; Eruvin)/Macumoto Riko (松本 里子; Hepburn: Matsumoto Riko)
Szinkronhangja: Morija Szatomi  (japán), Luci Christian (angol)
A csapat vezetője. A beceneve utalás Erwin Rommel német vezértábornagyra, a második világháborús eredményes német tábornokára, és hozzá hasonló egyenruhát és sapkát is visel.
Caesar (カエサル; Kaeszaru; Hepburn: Kaesaru)/Szuzuki Takako (鈴木 貴子; Hepburn: Suzuki Takako)
Szinkronhangja: Szendai Eri  (japán), Shannon Emerick (angol)
A csapat töltője. A beceneve utalás Julius Caesarra, és mindig hosszú vörös palástot visel.
Szaemonza (左衛門佐; Hepburn: Saemonza)/Szugijama Kijomi (杉山 清美; Hepburn: Sugiyama Kiyomi)
Szinkronhangja: Inoue Juka  (japán), Tiffany Terrell (angol)
A csapat lövésze. A beceneve utalás Jukimura Szaemon-no-Szuke Szanadára, akinek zászlóját (bár a hat érme aranyszínű a jellemző fekete helyett) rendszerint fejkötőként viseli.
Orjó (おりょう; Hepburn: Oryō)/Nogami Takeko (野上 武子)
Szinkronhangja: Óhasi Ajuru  (japán), Nancy Novotny (angol)
Szemüveges lány, a csapat tankjának vezetője. A beceneve utalás Rjó Naraszakira.

#### Nyuszi csapat
A Nyuszi csapat (ウサギさんチーム; Uszagi-szan Team / Uszagi-szan csímu; Hepburn: Usagi-san Team / Usagi-san chīmu) (eredetileg D csapat) az elsőévesekből áll. Egy amerikai M3 Lee harckocsival rendelkezik, amit egy elhagyott raktárépületben találtak meg egy fémkerítés mögött. Rövid időre rózsaszínre festették a tankot, amíg rá nem jöttek, hogy így jóval könnyebb felfedezni őket, így visszafestették eredeti színére és egy nyulat festettek rá. A csapatot azért is hívják Nyuszi csapatnak, mert többször elmenekültek a csatából.
Szava Azusza (澤 梓; Hepburn: Sawa Azusa)
Szinkronhangja: Takeucsi Hitomi  (japán), Allison Sumrall (angol)
A csapat parancsnoka.
Jamagó Ajumi (山郷 あゆみ; Hepburn: Yamagō Ayumi)
Szinkronhangja: Nakazato Nozomi  (japán), Savannah Menzel (angol)
A tank 75 mm-es lövegének kezelője.
Marujama Szaki (丸山 沙希; Hepburn: Maruyama Saki)
Szinkronhangja: Komacu Mikako  (japán)
A tank 37 mm-es lövegének újratöltője.
Szakagucsi Karina (阪口 佳利奈; Hepburn: Sakaguchi Karina)
Szinkronhangja: Tada Konomi  (japán), Monica Rial (angol)
A tank vezetője.
Ucugi Júki (宇津木 優季; Hepburn: Utsugi Yūki)
Szinkronhangja: Jamaoka Juri  (japán), Maggie Flecknoe (angol)
A tank rádiókezelője.
Óno Aja (大野 あや; Hepburn: Ōno Aya)
Szinkronhangja: Chuna  (japán), Juliet Simmons (angol)
A tank 37 mm-es lövegének lövésze.

#### Teknős csapat
A Teknős csapat (カメさんチーム; Kame-szan Team / Kame-szan csímu; Hepburn: Kame-san Team / Kame-san chīmu) (eredetileg E csapat) a Diáktanács tagjaiból áll és egy Panzer 38(t) tankkal rendelkezik. A harckocsit Hana találta meg az erdőben, jó szaglásának köszönhetően. Rövid időre aranyszínűre festették, de a Gloriana elleni csata után eredeti színét kapta vissza. A Fekete Erdő Lányakadémia elleni összecsapás előtt Hetzer páncélvadásszá alakítják. A csapattagok keresztnevei gyümölcsök nevei japánul.
Kadotani Anzu (角谷 杏)
Szinkronhangja: Fukuen Miszato  (japán), Rozie Curtis (angol)
A Diáktanács elnöke és az E csapat parancsnoka, a tank rádiókezelője. Manipulatív, gyerekes és gondtalan természetű, ő kényszerítette rá Mihót a szensa-dóban való részvételre. Később kiderül, hogy erre azért volt szükség, mert az iskolának meg kell nyernie a szensa-dó nemzeti kupát, hogy elkerülje a bezárást. Gyakran látni szárazburgonya csemegézése közben.
Kavasima Momo (河嶋 桃; Hepburn: Kawashima Momo)
Szinkronhangja: Ueda Kana  (japán), Kendall McClellan (angol)
A Diáktanács PR-menedzsere és a tank lövegkezelője. Annak ellenére, hogy rendszerint nyugodtnak mutatkozik, hamar elveszti az önuralmát, s ekkor elhibázza a lövést. Ezen tulajdonságai ellenére érzékeny és hamar összetörik. Csak egyetlen képen lehetett látni mosolyogni.
Kojama Juzuko (小山 柚子; Hepburn: Koyama Yuzuko)
Szinkronhangja: Takahasi Mikako  (japán), Maeghan Avocado (angol)
A Diáktanács elnökhelyettese és a tank vezetője. Minden munkát elvégez, amit Anzu kiad neki.

#### Réce csapat
A Réce csapat (カモさんチーム; Kamo-szan Team / Kamo-szan csímu; Hepburn: Kamo-san Team / Kamo-san chīmu) az után alakult meg, hogy az Óarai egy francia Renault B1 Bis harckocsira bukkant. Nevét a tank tőkés récére emlékeztető alakjáról kapta. A csapat az iskola Erkölcsi Bizottságának tagjaiból áll.
Szono Midoriko (園 みどり子; Hepburn: Sono Midoriko)
Szinkronhangja: Izava Siori  (japán), Tiffany Grant (angol)
A csapat parancsnoka, a tank 47 mm-es lövegének kezelője és rádiósa. Az iskola bejáratánál őrködik. Rendszeresen figyelmezteti Makót, ha elkésik az iskolából és irritálja, ha a Szodoko (そど子; Hepburn: Sodoko) becenévvel illeti.
Gotó Mojoko (後藤 モヨ子; Hepburn: Gotō Moyoko)
Szinkronhangja: Izava Siori  (japán), Shelley Calene-Black (angol)
A tank vezetője és 75 mm-es lövegének lövésze. Beceneve Gomojo (ごもよ; Hepburn: Gomoyo).
Konparu Nozomi (金春 希美)
Szinkronhangja: Izava Siori  (japán), Emily Neves (angol)
A tank 75 mm-es lövegének újratöltője. Beceneve Pazobi (ぱぞ美).

#### Hangyász csapat
A Hangyász csapat (コアリクイチーム; Koarikui Team / Koarikui csímu; Hepburn: Koarikui chīmu) három szórakozott lányból áll, akik gyakran játszanak online játékokkal és csak a szensa-dó csapatuk megalakulásakor találkoznak egymással a való életben. Egy japán 3-as típusú közepes harckocsit vezetnek.
Nekota (猫田)/Nekonjá (ねこにゃあ; Hepburn: Nekonyā)
Szinkronhangja: Hajama Ikumi  (japán), Natalie Rial (angol)
A csapat parancsnoka és a tank rádiókezelője, aki rendszerint nagy jojózó szemüveget és nekomimit (macskafül) visel. Ő találkozik először Mihóval, jelezve az ő és online barátainak csatlakozási szándékát a szensa-dóhoz.
Momogá (ももがー; Hepburn: Momogā)
Szinkronhangja: Kurata Maszajo  (japán), Olivia Swasey (angol)
A tank vezetője, aki egy barack formájú szemkötőt visel.
Pijotan (ぴよたん; Hepburn: Piyotan)
Szinkronhangja: Ueszaka Szumire  (japán), Maggie Flecknoe (angol)
A tank ágyúkezelője.

#### Leopon csapat
Az Leopon csapat (レオポンチーム; Leopon Team / Reopon csímu; Hepburn: Reopon chīmu) az Óarai motoros klubjának tagjaiból áll, akik rendszeresen javítják a tankok az összecsapások között. Az utolsó Fekete Erdő Akadémia elleni összecsapásra csatlakoznak és egy prototípus tankot vezetnek, amelyet a Kacsa csapat talált meg a 7. epizódban. A tank nem más, mint egy Tiger (P), a Tiger I Porsche változata, amely egy 88 mm KwK L/56 ágyúval rendelkezik.
Nakadzsima (ナカジマ; Hepburn: Nakajima)/Nakadzsima Szatoko (中嶋 悟子; Hepburn: Nakajima Satoko)
Szinkronhangja: Jamamoto Nozomi  (japán), Beth Lazarou (angol)
A csapat parancsnoka és a tank rádiókezelője.
Hosino (星野; Hepburn: Hoshino)
Szinkronhangja: Kanemoto Hiszako  (japán), Diane Gallagher (angol)
A tank lövésze.
Szuzuki (; Hepburn: Suzuki)
Szinkronhangja: Isihara Mai  (japán), Brittney Karbowski (angol)
A tank újratöltője.
Cucsija (; Hepburn: Tsuchiya)
Szinkronhangja: Kitamura Eri  (japán), Luci Christian (angol)
A tank vezetője.

### Fekete Erdő Lányakadémia
A Fekete Erdő (Kuromorimine) Lányakadémia (黒森峰女学院) egy német stílusú akadémia Kumamoto prefektúrából, amely kilenc alkalommal lett bajnok egészen a Pravdától az előző évben elszenvedett vereségig. Egy Tiger I és két Tiger II nehézharckocsival, Panzer III és Panther közepes harckocsikkal, Jagdpanzer IV rohamlövegekkel,  egy Jagdpanther, egy Elefant, egy Jagdtiger  páncélvadászokkal és egy Panzerkampfwagen VIII Maus szupernehéz harckocsival rendelkezik. Az iskola jelképe egy Vaskereszt rajta a Kuromorimine (黒森峰) név kandzsival. Az iskola induló dalai közé tartozik az Erika és a Panzerlied.
Nisizumi Maho (西住 まほ; Hepburn: Nishizumi Maho)
Szinkronhangja: Tanaka Rie  (japán), Kim Prause (angol)
A Kuromorimine parancsnoka, Miho nővére. Gyakran rideg és kifejezéstelen, nagyon komolyan veszi a szensa-dót, majdnem szentként tisztelve azt. Lenézi Mihót és a barátait, mert úgy véli, hogy szégyent hoznak a szensa-dóra. A Little Army mangában kiderül, hogy anyja után őrá fog szállni a Nisizumi iskola, ezért neki kell ahhoz méltóan viselkednie, hogy Miho megtalálhassa a saját szensa-dó stílusát, mivel a Nisizumi-stílus túl rideg és érzéketlen számára. Maho aggódik, hogy emiatt anyja ki akarja tagadni Mihót. Miután vereséget szenved Mihótól, elfogadja azt és örömét fejezi ki, hogy Miho megtalálta a saját szensa-dóját. Egy Tiger I harckocsit irányít.
Icumi Erika (逸見 エリカ; Hepburn: Itsumi Erika)
Szinkronhangja: Nabatame Hitomi  (japán), Elizabeth Bannor (angol)
A Kuromorimine parancsnokhelyettese, aki sokkal nyíltabban kritizálja Mihót és az Óarait, mint Maho. Egy Focke-Achgelis Fa 223 pilótája és egy Tiger II tank parancsnoka.

### St. Gloriana Lányakadémia
A St. Gloriana Lányakadémia (聖グロリアーナ女学院) egy brit stílusú akadémia Kanagava prefektúrából, ahol a lányok szokás szerint még harc közben is teát isznak. Négy Matilda II Mk. III/IV és egy parancsnoki Churchill Mk. VII tankot vetnek be. Az iskola az animében rendelkezik egy Mk VIII Cromwell-lel és említésre kerül egy Mk VI Crusader is. A csapatjelzésük egy pajzs rajta egy teáskészlet és egy törökrózsa. A St. Gloriana csak egy gyakorlat keretében csapott össze az Óarai-jal a nemzeti bajnokság előtt, később nem harcoltak egymással. Minden ellenfelüknek, amelyet méltónak találnak, egy teáskészletet ajándékoznak. Az iskola induló dala a The British Grenadiers. A három bemutatott tag egy-egy teáról kapta a nevét.
Darjeeling (ダージリン; Dádzsirin; Hepburn: Dājirin)
Szinkronhangja: Kitamura Eri  (japán), Kara Greenberg (angol)
Darjeeling a St. Gloriana főparancsnoka, egy Churchill tankot irányít. Nyugodt és lovagias, higgadtságát a harcmezőn is megtartja. Mottója: „Nem számít milyen gyorsan megyünk, vagy hány találatot kapunk, soha nem fogom kiönteni a teám.” Neve utalás a Darjeeling teára, amelyet rendszerint fogyaszt.
Assam (アッサム; Asszamu; Hepburn: Assamu)
Darjeeling partnere. Csendes és ritkán beszél, rendszerint csak mosolyog. Neve utalás az Assam teára.
Orange Pekoe (オレンジペコ; Orendzsipeko; Hepburn: Orenjipeko)
Szinkronhangja: Isihara Mai  (japán), Ally Piotrowski (angol)
Darjeeling partnere, a Churchill tank újratöltője. Neve az Orange pekoe teára utal.

### Saunders Egyetem Középiskolája
A Saunders Egyetem Középiskolája (サンダース大学付属高校) egy amerikai stílusú akadémia Nagaszaki prefektúrából. A szensa-dó iskolák közük ők a legtehetősebbek és hatalmas harckocsiállománnyal rendelkeznek, M4 Sherman, Sherman Firefly és a ritka M4A6 Sherman típusokból. Csapatjelük egy villámcsapás és egy ötágú csillag egy pajzson. Az iskola induló dala a The Battle Hymn of the Republic és a US Field Artillery.
Kay (ケイ; Kei)
Szinkronhangja: Kavaszumi Ajako  (japán), Emily Neves (angol)
A Saunders energikus vezetője, aki feltűnő, szilaj, karizmatikus és laza jellemével a sztereotipikus amerikait testesíti meg. Úgy véli, hogy a szensa-dó nem egy háború és a tisztességes játékban hisz.
Naomi (ナオミ; Naomi)
Szinkronhangja: Isze Marija  (japán)
Egy Sherman Firefly lövésze, aki a nagy távolságokra specializálódott. Csendes és rideg természetű, gyakran rágózik, miközben levadássza célpontjait.
Alisa (アリサ; Arisza; Hepburn: Arisa)
Szinkronhangja: Hirano Aja  (japán), Brittney Karbowski (angol)
Manipulatív és agresszív rádiókezelő, aki szabálytalanul hallgatja le az ellenfél rádióbeszélgetését. A nemzeti szensa-dó kupa első fordulójában a Saunders zászlóstankját irányította az Óarai ellen, de miután azok tudomására jutott, hogy lehallgatják őket, tőrbe csalták. Később Kay leszidta, miután tudomására jutott a lehallgatás.

### Pravda Középiskola
A Pravda Középiskola (プラウダ高校) egy orosz stílusú akadémia Hokkaidóról, a jelenlegi szensa-dó bajnokok. A Pravda név jelentése oroszul „igazság” és a Pravda szovjet újságra utal. Jelük egy csavarszorító és rajta átlósan egy fejes vonalzó, amely a szovjet sarló-kalapácsra emlékeztet. Az egyenruhájukon látható vörös négyágú csillag a vörös csillag imitációja. Harci indulójuk a Poljusko polje és a Katyusa. A harcban T–34/76 és T–34/85 közepes harckocsikat, illetve egy-egy ISZ–2 és KV–2 nehézharckocsit használnak. Rendelkeznek még egy Katyusa rakétavetővel is, de a harcban nem vetik be.
Katyusa (カチューシャ; Kacsúsa; Hepburn: Kachūsha)
Szinkronhangja: Kanemoto Hiszako  (japán), Hilary Haag (angol)
A Pravda parancsnoka. Egy apró és romlott lány, akinek alacsony termete miatt Napóleon komplexusa van és lenézi ellenfeleit. Ennek ellenére kiváló stratéga és karizmatikus vezető, aki a sikert szerzett iskolájának a szensa-dóban és bajtársainak teljes bizalmát élvezi. Annak ellenére, hogy aljasnak és agresszívnek mutatkozott be, sportszerű, s veresége után kezet nyújt és gratulál Mihónak.
Nonna (ノンナ)
Szinkronhangja: Ueszaka Szumire  (japán), Shannon Emerick (angol)
A Pravda csendes és rideg parancsnokhelyettese, aki teljesíti Katyusa minden parancsát. Közte és Katyusa között mély kötelék alakult ki, Nonna anyásan viselkedik Katyusával és szabadon kritizálhatja.
Klara (クララ; Kurara)
Cserediák Oroszországból. Oroszul társalog Nonnával, ami Katyusát idegesíti, mert nem tud jól oroszul. Ennek ellenére japánul folyékonyan beszél, ami a Das Finale-ból kiderül. Ahogyan Nonnához hasonlóan az ő hátára is felül Katyusha. Nonnához hasonlóan rideg.

### Anzio Középiskola
Az Anzio Középiskola (アンツィオ高校) egy olasz stílusú iskola Aicsi prefektúrából, amely Carro Armato P 40, L3/35, Fiat M13/40 és Semovente 75/18 harckocsikat és rohamlöveget használ. Jelük egy felszeletelt pizza. Az Anzio egy meglehetősen szegény iskola, ezért csak szardella konzerveket tudtak küldeni az Óarainak ajándékként a bajnokság megnyerésére. Nevüket az anziói csata után kapták, harci indulójuk a Funiculì, Funiculà népszerű nápolyi dal, és az Arditi Fiamme Nere című harci indulója.
Anchovie (アンチョビ; Ancsobi; Hepburn: Anchobi)
Szinkronhangja: Josioka Maja  (japán)
Az Anzio legfőbb parancsnoka, aki egy P 40 nehézharckocsit használ és Benito Mussolini feketeingeseinek egyenruhájához hasonló öltözetet visel. Anchovie magabiztos, forróvérű és néha meglehetősen kegyetlen, a szensa-dóra parancsnokok személyes küzdelmeként tekint. A harcok előtt inzultálja ellenfeleit, gyengének és gyávának nevezi őket. Ennek ellenére törődik alárendeltjeivel és kiváló taktikus.
Carpaccio (カルパッチョ; Karupaccso; Hepburn: Karupaccho)
Szinkronhangja: Hajami Szaori  (japán)
Az Anzio alparancsnoka. Rideg, de tisztességes ellenfél, mindig jó és becsületes mérkőzést kíván. Az OVA-ban a Semovente 75/18 töltője, míg a mangában az M13/40 zászlóstank parancsnoka. Caesar gyerekkori barátja.
Pepperoni (ペパロニ; Pepperoni)
Szinkronhangja: Taicsi Jó  (japán)
Az Anzio másik alparancsnoka. Csak az OVA-ban jelenik meg és egy L3/33-at vezet. Ügyes és könnyen barátkozó személyiség, de kissé lobbanékony természetű. Kiváló szakács.

### További szereplők
Csóno Ami (蝶野 亜美; Hepburn: Chōno Ami)
Szinkronhangja: Siina Hekiru  (japán), Shelley Calene-Black (angol)
A Óarai új szensa-dó oktatója, akit Miho anyja tanított. Kapitányi ranggal rendelkezik. Első nap egy Kawasaki C-2 gépen érkezett, amely ejtőernyőn dobta le a tankját és a csapatokat azonnal gyakorolni küldte. 10-es típusú harckocsijából vagy egy őrtoronyból szemléli az Óarai ütközeteit.
Iszuzu Juri (五十鈴 百合; Hepburn: Isuzu Yuri)
Szinkronhangja: Kurata Maszajo  (japán), Emily Neves (angol)
Hana anyja, akinek családja tradicionálisan az ikebana művészetét folytatja. Tradicionális japán nő, aki erős ellenszenvet érez a tankok iránt, ezért mikor tudomására jut, hogy Hana szensa-dózik, kitagadja. Később megértőbb lesz, mikor tudatosul benne, hogy a szensha-dó pozitív hatással van a virágrendezés művészetére.
Sinzaburó (; Hepburn: Shinzaburō)
Szinkronhangja: Imaruoka Acusi  (japán), David Matranga (angol)
Az Iszuzu család tanítványa és Hana ösztönzője.
Akijama Dzsungoró (秋山 さん; Hepburn: Akiyama Jungorō)
Szinkronhangja: Kavahara Josihisza  (japán), Christopher Ayres (angol)
Jukari apja. A helyi borbély, aki ingyen vágja a lányok haját.
Nisizumi Siho (西住 しほ; Hepburn: Nishizumi Shiho)
Szinkronhangja: Tóma Jumi  (japán), Genevieve Simmons (angol)
Miho és Maho anyja, aki nagy szensa-dó múlttal rendelkező családból származik és szigorúan fenntartja a családi hagyományokat. Ő volt Csóno Ami tanára.
Reizei Hiszako (冷泉 久子; Hepburn: Reizei Hisako)
Szinkronhangja: Aikava Rikako  (japán), Luci Christian (angol)
Mako nagymamája, aki kórházba kerül a Saunders-szel vívott csata alatt. Ő maradt Mako egyetlen családtagja, miután a szülei meghaltak.
Nakaszuka Emi (中須賀 エミ; Hepburn: Nakasuka Emi)
Miho általános iskolai osztálytársa a Girls und Panzer: Little Army mangában. Félig német, félig japán származású, rideg természetű. Gyűlöli Mahót, amiért saját húgára (Mihóra) adta ki a tűzparancsot egy mérkőzés során, miközben a barátait próbálta megmenteni. Ő vezeti csapatának tankját.
Juzumoto Hitomi (柚本 瞳; Hepburn: Yuzumoto Hitomi)
Miho kissé ügyetlen általános iskolai osztálytársa. Ő Emi csapatának töltője.
Jusza Csihiro (遊佐 千紘; Hepburn: Yusa Chihiro)
Miho általános iskolai osztálytársa, és Hitomi gyerekkori barátja, aki tehetséges sportoló. Ő Emi csapatának lövésze.